# Hồ Tài Huệ Tâm
Hồ Tài Huệ Tâm là một giáo sư sử học tại Đại học Harvard, Mỹ. Bà lớn lên ở Sài Gòn, du học Mỹ năm 1966, lấy bằng thạc sĩ, rồi tiến sĩ sử học Việt Nam và Trung Quốc ở Đại học Harvard vào năm 1977. Sau đó bà dạy ở trường này từ năm 1980 tới nay.

## Gia thế
Hồ Tài Huệ Tâm là con gái của nhà trí thức cách mạng Hồ Hữu Tường, người đã từng tham gia tham gia phong trào Đệ Tứ Quốc tế cùng với các ông Phan Văn Trường, Tạ Thu Thâu, và là dân biểu đối lập dưới thời Đệ Nhị Cộng hòa Việt Nam.

## Sự nghiệp
Bà nghiên cứu về lịch sử xã hội, nhất là lịch sử miền Nam. Vấn đề lịch sử đầu tiên mà Hồ Tài Huệ Tâm chọn nghiên cứu là phong trào nông dân mà điển hình là sự ra đời của các đạo Hòa Hảo và Cao Đài ở miền Nam Việt Nam: "Hòa Hảo và Cao Đài là phong trào nông dân nhưng có mang tính tôn giáo, là hai hiện tượng rất miền Nam."